# وینسلو (کنتاکی)
وینسلو (به انگلیسی: Winslow) یک منطقهٔ مسکونی در ایالات متحده آمریکا است که در شهرستان بوید، کنتاکی واقع شده‌است. وینسلو ۱۸۵٫۰۲ متر بالاتر از سطح دریا واقع شده‌است.